# Budakalász
Budakalász [budakalás] (německy Kalasch, srbsky Калаз, Kalaz) je město v Maďarsku v župě Pest, spadající pod okres Szentendre. V roce 2015 zde žilo přibližně 12 tisíc obyvatel, z nichž jsou 86,4 % Maďaři. Svůj název má město podle kmene, který se v dobách nejstarších dějin maďarského národa k Maďarům připojil.

## Poloha
Město leží u břehu říčního Szentenderského ostrova v Dunaji a je součástí aglomerace Budapešti (sousedí s její městskou částí Ezüsthegy). Jeho zástavba přechází z roviny u břehu Dunaje až na okolní kopce a do údolí několika potoků.
Budakalász sousedí s městy Dunakeszi, Pomáz a Szentendre. Poblíže jsou též obce Pilisborosjenő a Üröm. Z jižní strany začíná maďarská metropole Budapešť (již zmíněná městská část Ezüsthegy), přesněji tam stojí sídliště Békásmegyer.

## Historie

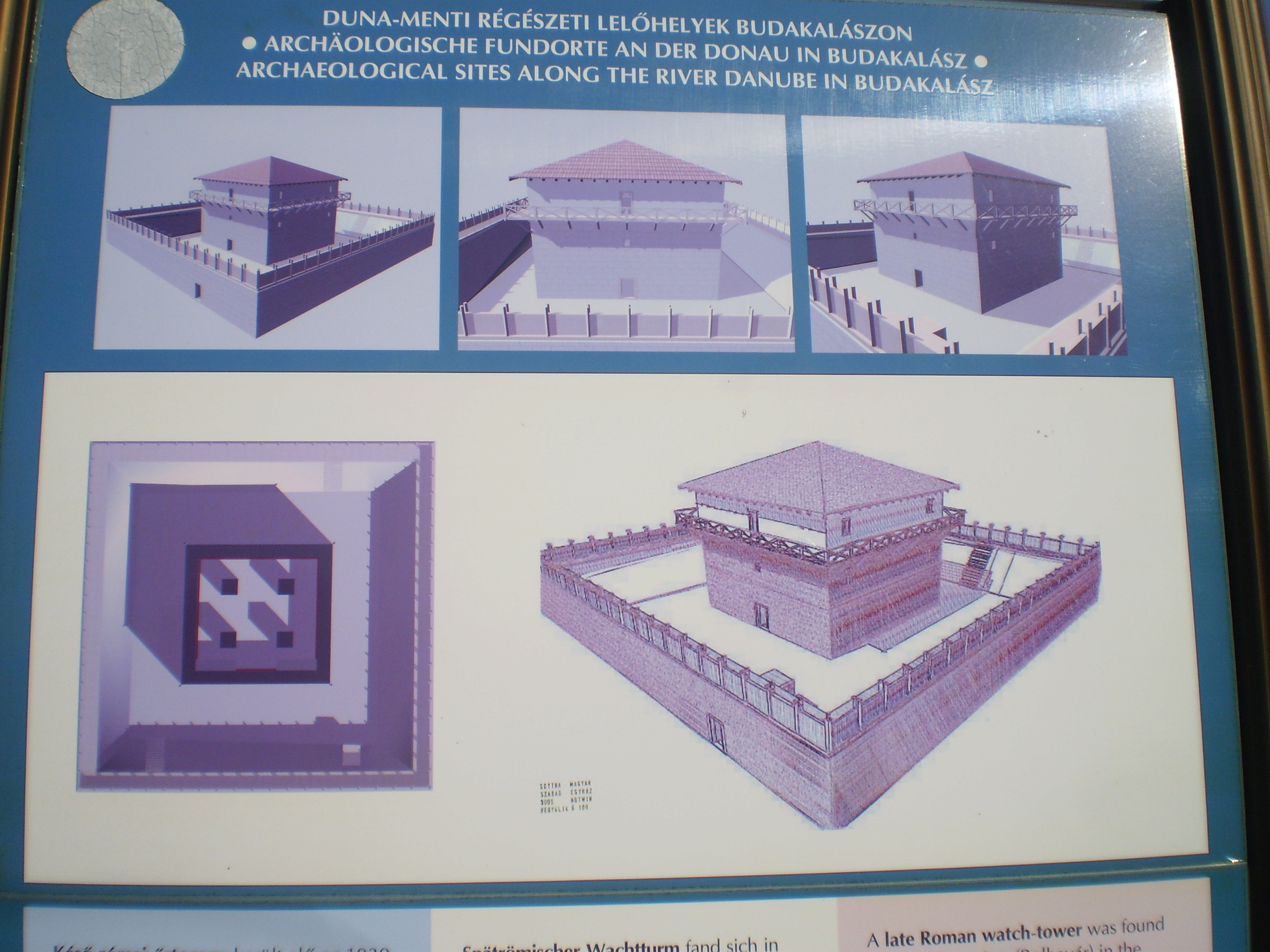
Rekonstrukce podoby původní římské strážní věže.

Nedaleko dnešního města bylo objeveno významné pohřebiště jedné z dávných kultur. Nedaleko od dnešního sídla se také nacházela římská strážní věž, jejíž pozůstatky přečkaly do moderních časů. Je doloženo že na západním okraji dnešního města sloužil vápencový lom k získávání kamene ještě před příchodem Maďarů do Karpatské kotliny.
První písemná zmínka o Budakalászi pochází z roku 1135. Původní vesnice, zpustošená během tureckých válek, byla od roku 1728 (zhruba třicet let po podepsání Karlovického míru) znovu osídlena podunajskými Šváby. Turecké deftery nicméně obec zmiňují v roce 1580. Jihoslované (Srbové) se sem dosídlili po Stěhování Srbů v roce 1690.
Maďarští Němci tvořili většinu obyvatel obce až do jejich odsunu po druhé světové válce. Dnes tuto dobu připomíná maďarsko-německé muzeum místní historie v obci. Obec byla nicméně v minulosti z etnického hlediska ještě rozmanitější, neboť zde žili i jižní Slované (mapy z třetího vojenského mapování např. zaznamenaly jihoslovanské místní názvy v okolí obce). Zastoupena zde byla i pravoslavná církev. Na konci 19. století se sem dosídlilo několik rodin z oblasti dnešního Slovenska. V roce 1865 byla postavena místní kalvárie.
V roce 1905 zde žilo přes dva tisíce obyvatel. Ve 20. letech 20. století byly oblasti okolo původní obce rozparcelovány a využity pro stavbu nových domů rostoucí metropole Budapešti. Nastěhovaly se sem např. rodiny jednotlivých úředníků. Vznikla tak pravidelná pravoúhlá síť. Až po druhé světové válce zde byla vybudována základní škola, dokončena byla v 60. letech 20. století. Původní plán počítal s vyhrazenou plochou pro budovy veřejné vybavenosti. 
Statut města má Budakalász od 1. ledna 2009. Po roce 2011 počet obyvatel města překonal metu 10 000 obyvatel a vzhledem k suburbanizaci maďarské metropole stále roste.
V listopadu 2011 byl uskutečněn archeologický průzkum na kopci kalvárie. Vykopávky zde probíhaly již v roce 1977 a bylo pravděpodobné, že v podzemí se nacházely ruiny kostela z dob Arpádovců. Během vykopávek byl částečně odkryt chrám o délce téměř 20 metrů a šířce 12 metrů.

## Kultura a památky
Ve městě se nachází kostel reformovaná církve a dále kostel srbské pravoslavné církve zasvěcený sv. Archandělovi Gabrielovi. Z římskokatolických kostelů lze zmínit rovněž i kostel Povýšení svatého kříže. Stojí zde rovněž i německý dům (maďarsky Német Nemzetiségi Tájház).
Ve městě se nachází také dětská železnice.
Zahrada Výzkumného ústavu léčivých rostlin, založená v roce 1984, se nachází v chráněné oblasti národního parku Dunaj-Ipoly. Jeho rozloha činí 5 hektarů.

## Doprava
Město leží na sever od Budapešti. Prochází jím hlavní silnice č.11, ze které směrem na východ je odbočka na dálnici M0, s možnostmi napojení na dálnice M2 a M3.
Územím města také prochází směrem na sever železniční trať, která končí v sousedním Szentendre. Díky tomu je Budakalász obsluhováno příměstskými vlaky systému HÉV. Město má dvě stanice, kromě hlavního nádraží ještě zastávku s názvem Budakalász Lenfonó. 